# Nymphes myrmeleonides
Nymphes myrmeleonides es un insecto australiano del orden Neuroptera, conocido como crisopa de ojos azules. Se lo encuentra en zonas de Nueva Gales del Sur y Queensland. La especie posee una longitud corporal de hasta 4 centímetros y una envergadura de hasta 11 centímetros, cada ala terminando en una punta blanca. Las larvas de la especie demuestran una similitud a las hormigas león, construyendo trampas de pozo al excavar en tierra suelta.